# Túrdulos
Los túrdulos fueron un pueblo prerromano asentado entre los valles del río Guadiana y el Guadalquivir, llegando desde La Serena hasta la vega del Genil en Granada, aproximadamente entre la Oretania y la Turdetania, cuya capital fue el antiguo oppidum de Ibolca (a veces transcrito como Ipolka), conocida como Obulco en tiempos de los romanos, y que se corresponde con la actual ciudad de Porcuna, situada entre las provincias de Córdoba y Jaén.
Entre otras particularidades, se cree que se diferenciaban de los demás pueblos ibéricos en el idioma, supuestamente de origen tartesio.[cita requerida] Limitaban al sur y al oeste con los Turdetanos, al norte con los Carpetanos, al oeste con los Conios y al este con los Oretanos. Su frontera natural al sur es la cordillera Penibética y su frontera al oeste llegaría a estar en la actual Fuentes de Andalucía, antigua Obvlcula ('Pequeña Obulco', en latín).
No deben confundirse con un grupo de pueblos de la costa central del actual Portugal, en el área cultural de los lusitanos, que se denominaban túrdulos viejos (turduli veteres) o túrdulos oppidanos (turduli oppidani) los cuales procedían de sus invasiones hacia el Norte, según lo relatan Estrabón y Plinio el Viejo junto a Conios y otros Celtici.

## Escritura

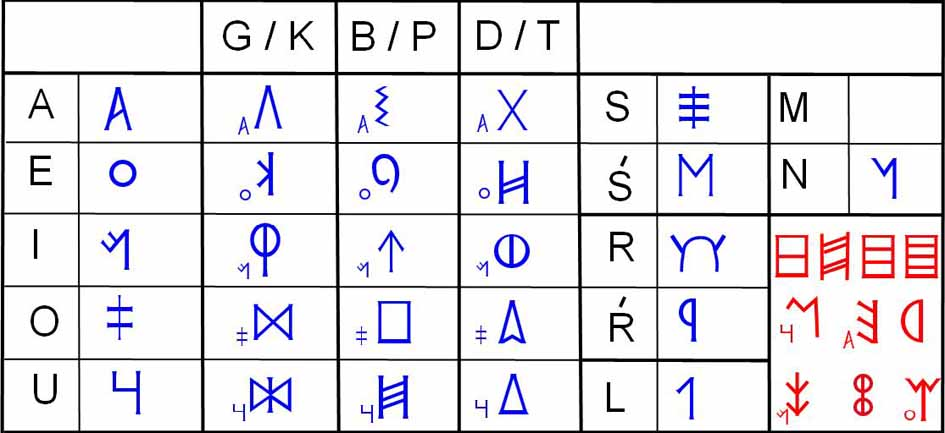
Una de las propuestas de signario tartésico. Adaptado de Rodríguez Ramos 2000.

Al tratarse de un mismo pueblo, la escritura y el idioma túrdulos son una evolución histórica del idioma y la escritura tartésica. La escritura de las estelas es una escritura paleohispánica muy similar, tanto por la forma de los signos como por el valor que los signos representan, a la escritura ibérica suroriental que expresa lengua ibérica. Sobre el origen de las escrituras paleohispánicas no hay consenso: para algunos investigadores su origen esta directa y únicamente vinculado al alfabeto fenicio, mientras que para otros en su creación también habría influido el alfabeto griego.
Con la excepción del alfabeto greco-ibérico, el resto de escrituras paleohispánicas comparten una característica tipológica distintiva: presentan signos con valor silábico para las oclusivas y signos con valor alfabético para el resto de consonantes y vocales. Desde el punto de vista de la clasificación de los sistemas de escritura no son alfabetos ni silabarios, sino escrituras mixtas que se identifican normalmente como semisilabarios. La particularidad de la escritura tartesia es la sistemática redundancia vocálica de los signos silábicos, fenómeno que en las otras escrituras paleohispánicas es residual. Algunos investigadores consideran esta escritura como un semisilabario redundante, mientras que otros la consideran un alfabeto redundante. El fenómeno de la redundancia vocálica de los signos silábicos fue descubierto por Ulrich Schmoll y permite clasificar la mayor parte de los signos de esta escritura en silábicos, vocálicos y consonánticos. Aun así, su desciframiento aún no se puede dar por cerrado, puesto que no hay consenso entre los diferentes investigadores que han hecho propuestas concretas.